# Negro Leagues/Statistik
Diese Seite bietet einen Überblick über Teilnehmer, Ergebnisse und Statistiken der Negro Leagues im Baseballsport von 1887 bis 1960.

## National Colored Base Ball League (1887)
Teilnehmende Teams:
- Baltimore Lord Baltimores
- Boston Resolutes
- Cincinnati Browns
- Louisville Fall City
- New York Gorhams
- Philadelphia Pythians
- Pittsburgh Keystones
- Washington Capital Citys

## Negro National League (NNL) (1920–1931)
| Champions der Negro National League |                         |        |
| Jahr                                | Team                    | Anzahl |
| 1920                                | Chicago American Giants | 1      |
| 1921                                | Chicago American Giants | 2      |
| 1922                                | Chicago American Giants | 3      |
| 1923                                | Kansas City Monarchs    | 1      |
| 1924                                | Kansas City Monarchs    | 2      |
| 1925                                | Kansas City Monarchs    | 3      |
| 1926                                | Chicago American Giants | 4      |
| 1927                                | Chicago American Giants | 5      |
| 1928                                | St. Louis Stars         | 1      |
| 1929                                | Kansas City Monarchs    | 4      |
| 1930                                | St. Louis Stars         | 2      |

### NNL 1920
| Abschlusstabelle Negro National League 1920 |    |    |       |    |
| Team                                        | W  | L  | Win % | GB |
| Chicago American Giants                     | 31 | 15 | .674  |    |
| Detroit Stars                               | 40 | 21 | .656  |    |
| Kansas City Monarchs                        | 45 | 33 | .577  |    |
| Indianapolis ABCs                           | 42 | 34 | .553  |    |
| St. Louis Giants                            | 21 | 21 | .500  |    |
| Cuban Stars                                 | 22 | 26 | .458  |    |
| Dayton Marcos                               | 10 | 18 | .357  |    |
| Chicago Giants                              | 2  | 12 | .143  |    |

## Eastern Colored League (ECL) (1923–1928)
| Champions der Eastern Colored League |                  |        |
| Jahr                                 | Team             | Anzahl |
| 1923                                 | Hilldale Club    | 1      |
| 1924                                 | Hilldale Club    | 2      |
| 1925                                 | Hilldale Club    | 3      |
| 1926                                 | Bacharach Giants | 1      |
| 1927                                 | Bacharach Giants | 2      |
| 1928                                 | kein Sieger      |        |

### Negro League World Series
| Negro League World Series |                         |   |   |                  |
| Jahr                      | Team der NNL            |   |   | Team der ECL     |
| 1924                      | Kansas City Monarchs    | 5 | 4 | Hilldale Club    |
| 1925                      | Kansas City Monarchs    | 1 | 5 | Hilldale Club    |
| 1926                      | Chicago American Giants | 5 | 3 | Bacharach Giants |
| 1927                      | Chicago American Giants | 5 | 3 | Bacharach Giants |

*Die Negro League World Series wurde in einer Best-of-Nine Serie entschieden.

## American Negro League (1929)
| Champion der American Negro League |                     |        |
| Jahr                               | Team                | Anzahl |
| 1929                               | Baltimore Black Sox | 1      |

## East-West League (1932)
| Team                  | W  | L  | Siege in % |
| Detroit Wolves        | 38 | 12 | 76,0       |
| Homestead Grays       | 54 | 28 | 65,9       |
| Baltimore Black Sox   | 41 | 41 | 50,0       |
| Cuban Stars (West)    | 16 | 19 | 47,1       |
| Philadelphia Hilldale | 19 | 31 | 38,0       |
| Washington Pilots     | 16 | 35 | 31,8       |
| Cleveland Stars       | 5  | 11 | 31,3       |

## Negro Southern League (1920–1940er)
Dies ist ein leerer Abschnitt.

## Negro National League (1933–1948)
| Champions der Negro National League II |                                                     |        |
| Jahr                                   | Team                                                | Anzahl |
| 1933                                   | Cole's Chicago American Giants Pittsburgh Crawfords | 1      |
| 1934                                   | Pittsburgh Crawfords                                | 2      |
| 1935                                   | Pittsburgh Crawfords                                | 3      |
| 1936                                   | Pittsburgh Crawfords                                | 4      |
| 1937                                   | Homestead Grays                                     | 1      |
| 1938                                   | Homestead Grays                                     | 2      |
| 1939                                   | Baltimore Elite Giants                              | 1      |
| 1940                                   | Homestead Grays                                     | 3      |
| 1941                                   | Homestead Grays                                     | 4      |
| 1942                                   | Homestead Grays                                     | 5      |
| 1943                                   | Homestead Grays                                     | 6      |
| 1944                                   | Homestead Grays                                     | 7      |
| 1945                                   | Homestead Grays                                     | 8      |
| 1946                                   | Newark Eagles                                       | 1      |
| 1947                                   | New York Cubans                                     | 1      |
| 1948                                   | Homestead Grays                                     | 9      |

## Negro American League (1937– ca. 1960)
| Champions der Negro American League |                         |        |
| Jahr                                | Team                    | Anzahl |
| 1937                                | Kansas City Monarchs    | 1      |
| 1938                                | Memphis Red Sox         | 1      |
| 1939                                | Kansas City Monarchs    | 2      |
| 1940                                | Kansas City Monarchs    | 3      |
| 1941                                | Kansas City Monarchs    | 4      |
| 1942                                | Kansas City Monarchs    | 5      |
| 1943                                | Birmingham Black Barons | 1      |
| 1944                                | Birmingham Black Barons | 2      |
| 1945                                | Cleveland Buckeyes      | 1      |
| 1946                                | Kansas City Monarchs    | 6      |
| 1947                                | Cleveland Buckeyes      | 2      |
| 1948                                | Birmingham Black Barons | 3      |
| 1949                                | Baltimore Elite Giants  | 1      |
| 1950                                | Indianapolis Clowns     | 1      |
| 1951                                | Indianapolis Clowns     | 2      |
| 1952                                | Indianapolis Clowns     | 3      |
| 1953                                | Kansas City Monarchs    | 7      |
| 1954                                | Indianapolis Clowns     | 4      |
| 1955                                | Birmingham Black Barons | 4      |
| 1956                                | Detroit Stars           | 1      |
| 1957                                | Kansas City Monarchs    | 8      |

### Negro League World Series II
| Negro League World Series II |                         |   |   |                 |
| Jahr                         | Team der NAL            |   |   | Team der NNL    |
| 1942                         | Kansas City Monarchs    | 4 | 0 | Homestead Grays |
| 1943                         | Birmingham Black Barons | 3 | 4 | Homestead Grays |
| 1944                         | Birmingham Black Barons | 1 | 4 | Homestead Grays |
| 1945                         | Cleveland Buckeyes      | 4 | 0 | Homestead Grays |
| 1946                         | Kansas City Monarchs    | 3 | 4 | Newark Eagles   |
| 1947                         | Cleveland Buckeyes      | 1 | 4 | New York Cubans |
| 1948                         | Birmingham Black Barons | 1 | 4 | Homestead Grays |

*Die Negro League World Series wurde in einer Best-of-Seven Serie entschieden.